# 焦万娜·梅佐焦尔诺
喬凡娜·梅諾茲歐娜（1974年11月9日—），意大利劇場和電影女演員。

## 生平

### 早年生活
梅諾茲歐娜生於義大利羅馬。父親维托里奥·梅佐焦尔诺和母親賽茜莉雅·沙基都是演員。她從小跟父母在片場長大。起初，她想成為芭蕾舞者，並學習舞蹈13年。在19歲父親死後，梅諾茲歐娜搬去巴黎，她參與亞莉安·莫虛金的舞台表演，並在彼得·布魯克工作室工作兩年。她的舞台劇首秀是在改編自莎士比亞的《哈姆雷特》的《Qui est là》飾演歐菲莉亞。舞台劇在歐洲多個國家巡迴演出。

## 外部鏈接
- 喬凡娜·梅諾茲歐娜在互联网电影资料库（IMDb）上的資料（英文）